# Église de Loschwitz
L’église de Loschwitz est une église baroque protestante de Loschwitz, un quartier de Dresde. C'était le premier bâtiment ecclésiastique de l'architecte de Dresde George Bähr. Le cimetière, qui servit de lieu de sépulture jusqu'en 1907, est l'un des rares cimetières de Saxe réaménagés au XVIIIe siècle et qui sont encore dans leur état d'origine. Avec environ 400 m2, c'est le plus petit cimetière de la ville.

## Histoire
Loschwitz est mentionné pour la première fois en 1315 sous le nom de Loscuicz. Avec l'expansion du hameau rond à l'origine slave, les terres passent sous le contrôle du Maternihospital de Dresde dès le XIVe siècle. Avec 25 autres villages, Loschwitz appartient à la paroisse de l'église Notre-Dame à proximité immédiate de l'hôpital. Les habitants de Loschwitz doivent toujours se rendre à la paroisse à plusieurs kilomètres pour les services religieux, les confessions ou les mariages, ce qui est particulièrement difficile en hiver. Les baptêmes ont lieu dans l'église Sainte-Croix. Les morts du village de Loschwitz sont enterrés au cimetière de l'église Notre-Dame et à partir de 1571 de l'église Saint-Jean.
Après la fin de la guerre de Trente Ans dans l'électorat de Saxe et l'armistice de Kötzschenbroda conclu en 1645, la Saxe connaît un essor économique et culturel. Avec l'augmentation constante de la population à Dresde et dans les villages appartenant à la paroisse de Notre-Dame, les services dans l'église médiévale sont impossibles en raison de la surpopulation. Dans le même temps, le curé de la paroisse Notre-Dame ne peut visiter les villages environnants que pendant un temps limité, car Dresde, en tant que ville fortifiée, garde ses portes fermées le soir.
En décembre 1702, les villages de Loschwitz et Wachwitz demandent au Conseil de Dresde et de nouveau en 1703 au grand consistoire et à l'électeur d'être indépendants de la paroisse Notre-Dame. Après qu'un "service de lecture" fut d'abord approuvé dans un bâtiment scolaire de Loschwitz à partir de 1702, Auguste II accepte en 1704 la fondation d'une paroisse de Loschwitz. En plus de Loschwitz, le village voisin de Wachwitz et l'auberge et le domaine "Zum Weißen Hirsch" appartiennent également à la communauté.
Le conseil municipal de Dresde reçoit des droits de patronage sur la paroisse et est donc également responsable du financement et de la construction d'une église. Elle nomme aussi le prêtre. Le 4 avril 1704, Johann Arnold est nommé premier curé de la nouvelle paroisse et est confirmé le 21 septembre 1704. En tant que paroisse, la construction d'une église peut maintenant commencer.
En 1704, le charpentier George Bähr se voit confier la conception de l'église. Il la réalise en collaboration avec le maître maçon Johann Christian Fehre, au cours duquel le plan d'étage de l'église à construire subit plusieurs modifications. Dès le 3 mars 1704, la communauté fait débarquer les premières pierres de l'église du "Bachhorn" à Pirna et les entrepose pendant l'hiver dans le bâtiment de l'école de Loschwitz. L'école est située à la transition entre la Körnerplatz et la Pillnitzer Landstraße et se trouve donc au milieu du village, là où la communauté de Loschwitz souhaite également faire construire l'église. Contre la volonté de la paroisse, le conseil municipal de Dresde choisit le "Materni-Weinberg" du Maternihospital, qui se trouve à environ 150 mètres et appartient au conseil, comme emplacement de l'église. Contrairement au centre du village, la place à l'extrémité est du village sur la route de Wachwitz est à l'abri des inondations et le vignoble est délibérément choisi comme motif chrétien.
Le 14 mai 1705, les premiers prêtres de la nouvelle paroisse et des hommes des conseils municipal et de l'Amt et de Wachwitz tournent solennellement autour de la place de la nouvelle église et entonnent trois hymnes (Ich ruf zu dir, Herr Jesu Christ, In dich hab ich gehoffet, Herr, Es soll uns Gott gnädig sein). Les pieux de vigne sont enlevés, les vignes déterrées et les fondations de l'église creusées. Le 29 juin 1705, la première pierre de l'église de Loschwitz est posée en présence du commissaire princier, le comte Friedrich von Schönberg, le Dresdner Kreuzchor chante. Une boîte en cuivre est ajoutée à la pierre de fondation, dans laquelle sont enfermés la Confession d'Augsbourg, le Catéchisme de Luther, un projet du bâtiment à construire et l'histoire du lieu écrite sur parchemin. La construction elle-même est réalisée par le conseiller de Dresde et maître d'œuvre Johann Siegmund Küffner, qui est également responsable de l'embauche des ouvriers.
En 1706, la construction de l'église, dont les fondations sont déjà debout, est interrompue, car l'armée suédoise envahit également la Saxe pendant la Grande Guerre du Nord. En conséquence, les habitants et les constructeurs de Loschwitz fuient. Le conseil municipal de Dresde charge Johann Arnold d'adresser une pétition au roi de Suède pour que le bâtiment de l'église soit épargné. Arnold va à Radeberg avec les prêtres de l'église de Loschwitz et Wachwitz, où Charles XII campe avec son armée, et se fait apporter la requête de la congrégation.
Après que le roi de Suède promet la sécurité aux artisans en septembre 1706, les travaux de construction sont poursuivis. À partir du 1er mai 1707, il y a une autre pause, car il n'y a plus d'argent pour la construction ultérieure à la suite de l'incendie criminel des Suédois. Dans ce cas aussi, après l'intervention d'Arnold, la construction peut se poursuivre dans le même mois. Le 3 août 1708, jour d'Auguste II, l'église de Loschwitz est solennellement consacrée. Le résultat est un hall baroque octogonal remarquablement plâtré en vieux rose à l'extérieur, mais plutôt simple à l'intérieur. Deux ans plus tard, les bâtisseurs terminent également les travaux extérieurs du cimetière.
Dans les années qui suivent, de petites rénovations de l'église ont lieu, en particulier l'orgue Leibner, construit en 1753, doit subir des entretiens répétés. A la fin du XIXe siècle, le mobilier et le standard de base de l'église, qui correspondaient en grande partie au bâtiment d'origine de 1708, ne sont plus à jour. Elle n'a ni conduite d'eau à l'intérieur du bâtiment ni conduite de gaz pour servir à allumer des bougies, par exemple. La communauté résume toutes les demandes formulées dans un renouvellement global vaste et approfondi qui exclurait tous les travaux de réparation pendant de nombreuses décennies et de tout faire en même temps. L'architecte de Loschwitz Karl Emil Scherz dirige la rénovation de l'église en 1898 et 1899. Son intérieur plutôt simple est repensé avec des ornements et des décorations en or. Les longues fenêtres reçoivent des vitraux, des bancs renouvelés et des ajouts à l'autel. Alors que l'intérieur est peint en vert olive, la façade est peinte en gris au lieu du rose sombre d'origine. L'église de Loschwitz est reconsacrée le 12 mars 1899. À l'exception de quelques rénovations mineures, deux cloches fondus pendant la Première Guerre mondiale et remplacées, l'église de Loschwitz est inchangée jusqu'en 1945.
Lors du bombardement de Dresde les 13 et 14 février 1945, plusieurs bombes frappent l'église de Loschwitz. Elle brûle jusqu'aux murs d'enceinte. Les ruines sont débarrassées des décombres en 1946 et, en 1947, des mesures de sécurité sont prises sur les murs d'enceinte restants. En 1946 et de nouveau en 1950, un Comité pour la Reconstruction de l'église est formé, qui fait les préparatifs nécessaires. Ses membres choisissent Oskar Menzel et Herbert Burkhardt comme architectes, mais les moyens financiers et les matériaux de construction font défaut. En 1963, l'église protestante de Finlande offre du bois de charpente, mais la ville refuse de délivrer un permis de construire, pour privilégier les reconstructions de la Dreikönigskirche et de l'église Saint-Matthieu.
En 1967, la sacristie qui subsistait est réparée et aménagée en espace d'église fonctionnel. Les premiers services ont lieu dans les ruines. La "Jeune Congrégation" construit un clocher provisoire et l'équipe de trois nouvelles cloches d'Apolda en 1969. Le 31 mai 1978, les ruines de l'église et le cimetière de l'église sont placés sous la protection des monuments à la suite d'une décision du conseil de district.
La maçonnerie ayant subi des dommages au fil des ans à cause des intempéries, les discussions sur la reconstruction de l'église de Loschwitz reprennent dans les années 1980, le porte-parole est le "Comité de reconstruction" fondé en 1984. L'Église régionale protestante luthérienne de Saxe approuve la reconstruction en 1989 sous conditions, de sorte que les travaux de construction et les coûts doivent être pris en charge par la communauté ecclésiale ; Les "dons en monnaie convertible" sont strictement interdits. À Munich, le 29 juillet 1989, le pasteur Ullrich Wagner fonde l'Association pour la reconstruction de l'Église protestante à Dresde-Loschwitz, qui collecte les dons. En novembre 1989, le début de la reconstruction est officiellement annoncé. Le 29 juin 1991, la première pierre symbolique est posée. Au cours des années suivantes, la reconstruction est financée principalement par des dons : outre les fonds de l'association de Munich, la Fondation allemande pour la protection des monuments, la Fondation Körber, la Dresdner Bank, le conseil régional et de nombreux particuliers soutiennent la reconstruction. Des artistes de Dresde tels que Theo Adam, Peter Schreier et Udo Zimmermann apportent leur contribution avec des concerts-bénéfices notamment. La cérémonie de couronnement est célébrée le 3 octobre 1992. Pour la conception extérieure, les architectes suivent le bâtiment d'origine de 1708, par exemple le plâtre du bâtiment de l'église est à nouveau en vieux rose. En même temps, ils corrigent les erreurs structurelles de George Bähr dans la structure du toit. La rénovation extérieure de l'église prend fin le 2 octobre 1994 avec la reconsécration de l'église de Loschwitz.
Les travaux intérieurs suivent. Peu de temps avant la consécration de l'église en 1994, la paroisse hanovrienne de Saint-Jean avait fait don des anciens bancs de l'église rénovée de Neustadt à l'église de Loschwitz. En plus d'un autel temporaire, les deux galeries sont construites en 1997, afin que le nouvel orgue Wegscheider puisse être inauguré le 5 octobre 1997. Les nouveaux fonts baptismaux et le lutrin sont de l'artiste de Dresde Peter Makolies. L'ancien autel de la chaire n'est pas restauré, car trop endommagé. En 2002, l'autel Nosseni de l'église Sainte-Sophie de Dresde, détruit en 1945 et démoli en 1963, trouve un nouvel emplacement dans l'église de Loschwitz. Conformément aux couleurs de l'autel, l'intérieur de l'église est peint dans des tons jaunes avec des reflets blancs en 2004. De 2004 à 2009, l'église de Loschwitz fait partie du site du patrimoine mondial de l'UNESCO, car elle fait partie du paysage culturel de la vallée de l'Elbe à Dresde entre les châteaux d'Übigau et de Pillnitz.

## Architecture

### Extérieur
L'extérieur de l'église de Loschwitz se démarque nettement des simples églises villageoises de l'époque. Dans la lignée du bâtiment central baroque, il était octogonal, mais allongé comme une salle. Un projet subsistant montre que l'église de Loschwitz était à l'origine raccourcie et élargie et aurait donc correspondu davantage à l'octogone régulier d'un bâtiment central baroque typique. La seule entrée aurait été du côté ouest de l'église, tous les autres côtés auraient été entourés de salles de prière. La conception se serait tenue au même endroit que le bâtiment achevé, qui se trouvait à environ 2,5 mètres au-dessus de la route déjà tracée à l'époque. L'accès à la propriété a donc été prévu par un escalier asymétrique. On ne sait pas comment l'extérieur de cette église fut conçu. La raison pour ne pas réaliser la conception aura été que le terrain en pente aurait rendu les travaux de fondation trop difficiles. C'est probablement pour cela que l'octogone fut rétréci. L'église de Loschwitz, y compris la sacristie, mesure 27,7 m de long et 16,3 m de large. La hauteur sans girouette est de 41,5 m.
Dans la conception exécutée, l'accès se fait d'une part du côté initialement prévu par le portail ouest, qui est encore aujourd'hui l'entrée principale de l'église. La clé de voûte de l'encadrement du portail porte l'inscription Proximo datum (Donner au prochain).
Un second accès à la nef est possible par le sud de l'église face à l'Elbe, richement décoré avec le portail principal. Le portail principal en grès non enduit est flanqué de trois pilastres ioniques, qui se terminent par un toit. Entre la clé de voûte de l'encadrement du portail, qui porte l'inscription DEO REDDITUM (soumission à Dieu), et le toit, se trouvent deux cartouches vides typiquement baroques, surmontés d'une simple couronne.
Entre le portail principal et la fenêtre au-dessus, un cadran solaire vertical est peint sous la forme d'une bande blanche bouclée, indiquant l'heure d'environ 10 h à 19 h. Alors que le cadran solaire, conçu en mortier de chaux blanche, était déjà sur le bâtiment d'origine, lors de la restauration en 1898-1899, il est exécuté à main levée en mortier de chaux et ciment tout en conservant les anciens contours et ainsi donné un effet tridimensionnel. Certaines parties de l'horloge, comme les chiffres et les marques, étaient probablement dorées. L'incendie de l'église de Loschwitz en 1945 détruit la moitié du cadran solaire. La version d'aujourd'hui est peinte comme le premier cadran solaire, mais montre un motif différent. Comme on peut le voir sur des documents anciens, le dessin n'était pas symétrique à l'origine, mais montait plus haut à droite qu'à gauche. Le chiffre marqué "VIII" manque donc sur le cadran solaire d'aujourd'hui pour des raisons d'espace. La sacristie à un étage, accessible de l'extérieur, est rattachée au côté sud de l'église. Du côté nord de l'église, il y avait aussi des salles de prière au rez-de-chaussée dans le bâtiment d'origine.
Le bâtiment est maintenant plâtré vieux rose comme dans la forme originale, dans la période entre la rénovation en 1898-1899 et la destruction de l'église en 1945 l'extérieur de l'église était en plâtre gris. Les hautes fenêtres en arc segmenté, divisées au milieu, sont soulignées par un fascia en plâtre blanc. Le sommet a un petit dais avec une clé de voûte mise en évidence. Les coins de l'église sont également enduits de blanc, renforcés de pierre (appelées bandes de pilastres) et se fondant dans une feuille d'acanthe stylisée, qui à son tour est reliée à la corniche principale, qui est également enduite de blanc. Le toit en mansarde de l'église, percé de neuf lucarnes à encadrements en plâtre blanc, est couvert de tuiles rouges. Vient ensuite l'imposante tourelle faîtière, presque en forme de tour, qui est recouverte d'ardoise et se termine par une canopée typique des bâtiments de George Bähr.

### Intérieur
L'intérieur de l'église correspondait dans sa simplicité à une église de village. Dans la nef, de part et d'autre du bas-côté central, se trouvaient des bancs réservés aux femmes de la paroisse. Sous les galeries en bois destinées aux hommes, il y avait deux rangées de bancs légèrement surélevés sur lesquels les propriétaires de vignes s'asseyaient avec leurs familles. En face de la chaire au-dessus du portail ouest se trouvaient la loge du patron sur la première galerie et l'orgue et la place du chœur dans la deuxième galerie au-dessus. Sur le parapet de la deuxième galerie se trouvait l'inscription Sanctus Sanctus Sanctus Dominus Deus Zebaoth. Au total, l'église de Loschwitz offrait un espace pour 820 fidèles.
Les angles de l'église étaient décorés de pilastres terminés par des chapiteaux à volutes, suivis de la voûte en miroir. Au centre se trouvait une peinture de plafond du peintre Johann Gottlob Schieritz (mort en 1738), montrant la louange de Dieu, et était entourée d'un cadre en stuc.
Après presque 200 ans, l'intérieur de l'église de Loschwitz est entièrement rénové par Karl Emil Scherz en 1898 et 1899. Les bancs, les galeries et les rangées de bancs appartenant aux vignerons sont remplacés par un aménagement plus contemporain, qui conserve cependant le principe des deux galeries. L'intérieur de l'église se présente sous une forme plus sombre, correspondant à la perception du temps, qui supprimait la couleur et la lumière. En plus des bancs sombres, l'intérieur est peint en vert olive.

#### Fenêtres
Le bâtiment d'origine de l'église avait des fenêtres à carreaux borgnes, comme on en trouve encore aujourd'hui, par exemple, dans l'église Saint-Georges de Schwarzenberg, construite presque à la même époque. À partir de 1807, les fenêtres sont remplacées par des panneaux de verre plat peu coûteux, finalement utilisés uniformément dans les fenêtres à ossature de bois. Jusqu'à la rénovation en 1898, il n'existait que trois fenêtres avec les vitres à limaces d'origine.
Lors de la rénovation, toutes les fenêtres ont un vitrage au plomb de la société Urban & Goller. Le peintre de Loschwitz Eduard Leonhardi fait don des deux nouvelles fenêtres d'autel. Sur une idée de Leonhardi, le peintre de Loschwitz Georg Schwenk conçoit des motifs bibliques pour les deux fenêtres. En plus des fenêtres de l'autel, les fenêtres restantes de la nef sont conçues. À cette fin, Urban & Goller crée des emblèmes d'église dans une coloration simple et mate dans la partie supérieure de la fenêtre et en dessous de chacun un verset biblique. Les fenêtres de la nef reçoivent également des dispositifs d'ouverture.
Lors du bombardement de 1945, toutes les fenêtres de l'église sont détruites. Seuls deux petits fragments du vitrail sont sauvés des décombres. Lors de la reconstruction, aucun vitrail n'est utilisé et la décision est prise d'utiliser de simples fenêtres à cadre en bois à petite échelle, telles que celles utilisées par George Bähr dans l'église de la Sainte-Trinité de Schmiedeberg. En revanche, les fenêtres de la sacristie ont de petits vitraux.

#### Autel
L'autel en grès, le premier autel en chaire de la région de Dresde, formait le cœur de l'église. C'était un cadeau du conseiller Küffner à l'église. La chaire était encadrée de plusieurs pilastres et d'une colonne corinthienne de chaque côté, culminant en une frise avec de petites têtes d'anges. Les pilastres et les colonnes étaient en stuc de marbre, tandis que le panier de la chaire, sur lequel se trouvait un relief représentant le voile de Véronique, était en bois. Entre la chaire et la frise se trouvait la figure d'une colombe ouvrant ses ailes. Sur le fronton au-dessus de la frise se trouvait un cœur enflammé inscrit avec le tétragramme יְהֹוָה ("Jehowáh") et flanqué de feuilles de palmier. De nombreuses parties de l'intérieur, comme les fonts baptismaux, le crucifix et les fonts baptismaux, mais aussi la tunique du prêtre et les chandeliers d'autel, furent donnés par des particuliers.
Lors de la rénovation à la fin du XIXe siècle, l'autel est resté en grande partie dans son état d'origine. Certaines parties de l'autel furent dorées et la table d'autel est maintenant soutenue par deux colonnes de marbre. Le sanctuaire fut aménagé avec des dalles de marbre. Le marbre utilisé dans la rénovation provenait de l'usine de marbre de Saalburg. Le tétragramme du cœur enflammé est remplacé par le monogramme du Christ, et les statues grandeur nature de Jean et Paul de Tarse, créées par Robert Ockelmann, sont placées sur deux socles de l'autel inutilisés depuis 1708.
L'autel est gravement endommagé par l'incendie de l'église en 1945 et altéré dans les années qui ont suivi, de sorte qu'il a été partiellement enlevé en 1969 en raison du risque d'effondrement. Une reconstruction n'a pas été possible en raison de la grave dégradation. Lors de la reconstruction de l'église, la base de l'autel restante a été enlevée. Des parties ont été utilisées comme stipes pour une table d'autel provisoire [28] créée par le sculpteur Ole Göttsche en 1994. Il se dresse encore aujourd'hui devant l'autel et a conservé sa fonction de cantine.
Le 1er avril 1993, la paroisse de Loschwitz demande au bureau régional de l'église de transférer l'autel Nosseni de l'église Sainte-Sophie de Dresde, détruite en 1945 et démolie en 1963, à l'église de Loschwitz. L'autel, conçu en 1606 et fait d'albâtre, de marbre et de grès, était stocké en environ 350 pièces individuelles à divers endroits à Dresde à l'époque. La reconstruction et la restauration de l'autel commencent en 1998. Le 6 octobre 2002, l'autel de Nosseni, haut de 11 m, est solennellement consacré dans l'église de Loschwitz.